# Lactarius sanguifluus
Lactarius sanguifluus es una especie de hongo de la familia Russulaceae que produce setas comestibles. Está extendido por Asia y Europa. Cuando se rompe o es cortada la seta, desprende un látex de color sanguinolento que pasa a color verdoso con su exposición al aire. El sombrero de la seta es de color anaranjado o marrón rojizo con zonas concéntricas de color más oscuro, y va adquiriendo forma de embudo según va madurando. Las setas se pueden encontrar aisladas o en grupo principalmente en las proximidades de coníferas, especialmente del abeto de Douglas.

## Nombres comunes
Se denomina vulgarmente, según las zonas, como guíscalo, níscalo, mízcalo, añísquele, guíscano, mícula o robellón. Estos nombres vulgares son los mismos que se le da a L. deliciosus.

## Taxonomía
Este hongo fue científicamente descrito por primera vez por Jean-Jacques Paulet como Hypophyllum sanguifluum en 1811, y adquirió su nombre actual en 1838 por Elias Magnus Fries. Está clasificado en la sección Dapetes del género Lactarius, junto con otras populares especies comestibles como  Lactarius deliciosus y Lactarius deterrimus.

## Hábitat y distribución
En Europa suele aparecer en pinares sobre todo de la región próxima al Mediterráneo, (Baleares, Cataluña y comunidad valenciana) mientras que L. deliciosus se da por toda Europa. Se suele dar en zonas cálidas y soleadas y terrenos a no demasiada altitud. L. sanguifluus se va haciendo más raro a medida que aumenta la altitud. La dependencia que los pinos tienen de la micorriza que forma con este hongo es total ya que esta le permite explorar más terreno con su sistema radicular.
Este níscalo está también ampliamente extendido en la región de Himachal Pradesh en India, donde se le ha observado crecer en bosques mixtos de coníferas, a menudo bajo el helecho Onychium contiguum. En Holanda, se ha localizado en dunas calcáreas, en clima templado, soleado en los bordes de bosques dominados por pinos.
También se le cita en Bélgica, y China.

### Comestibilidad
Las setas de Lactarius sanguifluus son comestibles. En India ejemplares jóvenes son consumidos junto con los de L. deliciosus.
Sus setas, al igual que las de otras especies, pueden bioacumular metales pesados tóxicos de suelos contaminados. Por ello, no es recomendable consumir setas recolectadas en suelos potencialmente contaminados como pueden ser los industriales o próximos a carreteras con mucho tráfico. En un estudio realizado en Turquía sobre varias especies comestibles de hongos, se comprobó que las setas de L. sanguifluus contenían altos niveles de zinc, manganeso, níquel, cobalto, cadmio, y plomo.

### Especies similares
Lactarius vinosus ha sido a menudo considerado una variedad de L. sanguifluus, pero su morfología, especialmente caracteres macroscópicos como la ornamentación de sus esporas y caracteres moleculares, ha confirmado que son especies distintas.
Puede confundirse con L. deliciosus si bien el látex de este es más anaranjado en vez de color rojizo vinoso como es el de L. sanguifluus.

## Compuestos bioactivos
Lactarius sanguifluus contiene una mezcla de esteroles. El esterol predominante es ergosterol (un 56.6% del total de esteroles), con menor proporción de otros derivados del ergosterol.
El látex contiene pigmentos a base de sesquiterpenos con un esqueleto de guaninas, que incluyen los compuestos a los que vulgarmente se les denomina lactaroviolina y sangol. Algunos de estos productos se cree que se producen por acción enzimática cuando la seta se rompe o lastima.